# Molotov-Ribbentrop-pagten
Molotov-Ribbentrop-pagten er den ikke-angrebs-pagt, Tyskland og Sovjetunionen indgik den 23. august 1939 i Moskva en uge før Nazi-Tyskland indledte 2. verdenskrig med angrebet på Polen. Pagtens betydning fortolkes forskelligt af historikerne, ikke sjældent efter politiske holdninger.
Nogle historikere (Vilnis Sipols, Kurt Jacobsen) ser ikke-angrebspagten som resultatet af en lang proces, der begyndte med fredsslutningen efter 1. Verdenskrig og den russiske revolution, mens andre ser det som den formelle bekræftelse af Sovjetunionens og Hitler-Tysklands fælles totalitære natur.
Den sovjetvenlige forståelse af pagten ses i tre forhold:
A) I forbindelse med revolutionen trak Rusland sig ud af 1. Verdenskrig og sluttede i den anledning en fred med Tyskland og Polen, hvor dele af Rusland blev afstået. Efter revolutionen fulgte nogle meget turbulente år, hvor der både var massive revolutionære opstande i Tyskland og Polen (i den forbindelse kastede Sovjetunionen sig ud i en mislykket invasion af Polen), og hvor en række lande - herunder USA, Storbritannien, Frankrig, Finland og Japan - invaderede Rusland, hvor borgerkrigen allerede hærgede.
B) Den engelske og franske politik over for Mussolinis og Hitlers ekspansion var hovedsageligt passiv, til trods for at Sovjetunionen fremkom med adskillige forslag og initiativer, inden for og uden for Folkeforbundet. Med Münchenaftalen så Sovjetunionen sig bekræftet i, at en fortsat tysk ekspansion i østlig retning var i britisk og fransk interesse, og at der ikke var realiteter i bestræbelserne på at skaffe en forsvarspagt mod Tyskland. Det sidste søm i forsvarspagtens kiste var, at Polen (hvis regering var særdeles antirussisk indstillet) nægtede at indgå en forsvarsaftale, som gav russiske tropper adgang til polsk territorium.
C) Tyskland indgik i 1936 Antikominternpagten med Japan. Pagten var rettet imod den kommunistiske internationale, og dermed ikke mindst imod Sovjetunionen. Med Antikominternpagten var Sovjetunionen militært truet fra to sider, og den sovjetisk-tyske ikke-angrebspagt blev derfor set som et middel til at splitte Antikomintern-pagtens deltagere.

Molotov-Ribbentrop-pagten garanterede efter andre historikeres mening tyskerne frit lejde til at angribe Polen og var en forsikring om, at Sovjet ikke ville støtte briterne og franskmændene i kampen mod tyskerne. I en hemmelig tillægsaftale blev Central- og Østeuropa opdelt i en tysk og en sovjetisk interessesfære. Finland, Estland, Letland, de østlige dele af Polen samt Rumænien og Moldavien blev en del af den sovjetiske interessesfære, mens resten af Central- og Østeuropa lå i den tyske. Senere i en hemmelig protokol enedes parterne om at Litauen, der i den oprindelige tillægsaftale betragtedes som tysk, blev overført til den sovjetiske interessesfære. Som aftalt rykkede parternes hære ind i de respektive interessesfærer i sommeren og efteråret 1939 samt 1940.
Molotov-Ribbentrop-pagten varede til Nazitysklands angreb på Sovjetunionen i juni 1941.